# 대구광역시 특수구조단
대구광역시 특수구조단(大邱廣域市 特殊求助團)는 대구광역시를 관할하는 대구광역시 소방안전본부 산하의 특수구조단이다.
특수구조단장은 소방정으로 보한다.

## 연혁
- 1995년 12월 5일: 대구광역시소방안전본부 소방항공대 설치
- 2013년 7월 10일: 대구광역시소방안전본부 특수구조단으로 변경

## 조직
- 운영지원팀
- 특수구조대
- 소방항공대

## 항공장비
자체 식별번호는 DG(Daegu)를 사용한다.

### 운용중
- AS350 1기 (HL9185)[3]: 1995년 배치[4]
- Ka-32 1기 (HL9446)[3]: 2005년 배치

### 퇴역
- W-3A: 2001년 배치, 2003년 폐기[4][5]

## 사건사고
- 2003년 1월 18일 W-3A가 경상남도 합천군에서 추락해 2명이 사망하고 5명이 부상당했다.[4][6]

## 같이 보기
- 대한민국 소방청
- 대한민국의 소방
- 소방관 계급